# 69-й Венецианский кинофестиваль
69-й Венецианский международный кинофестиваль прошёл с 29 августа по 8 сентября 2012 года. Жюри основного конкурса возглавил американский кинорежиссёр Майкл Манн. Киносмотр открылся политическим триллером Миры Наир «Фундаменталист поневоле», фильмом закрытия стала драма Жан-Пьера Амери «Человек, который смеётся».
В официальную конкурсную программу вошли новые работы многих признанных мастеров современного кинематографа, включая Брайана Де Пальму, Такэси Китано и Терренса Малика. Россию на фестивале представили Кирилл Серебренников с картиной «Измена», сражавшейся за главный приз, Алексей Балабанов, режиссёр мистического фильма «Я тоже хочу», попавшего в программу «Горизонты», и Любовь Аркус, снявшая документальную картину «Антон тут рядом», которая была показана вне конкурса.
Почётный «Золотой лев» за жизненные достижения в области кинематографа вручён итальянскому кинорежиссёру Франческо Рози. Впервые после многолетнего перерыва кресло директора фестиваля занял бывший руководитель Национального музея кино в Риме Альберто Барбера.
«Золотого льва» за лучший фильм удостоился триллер Ким Ки Дука «Пьета». Лучшим режиссёром признан Пол Томас Андерсон, поставивший расхваленный критиками «Мастер», кубки Вольпи за лучшие мужскую и женскую роли забрали Хоакин Феникс и Филип Сеймур Хоффман («Мастер») и Хадас Ярон («Заполнить пустоту»).

## Ход фестиваля
Официальная программа смотра была объявлена 26 июля 2012 года. Тогда же руководство биеннале сообщило, что фестиваль меняет собственную заставку: теперь вместо короткометражного фильма братьев Люмьер будет показан совершенно другой ролик, создаст который итальянский аниматор Симоне Масси. В качестве музыкальных композиций были использованы мотивы картин Федерико Феллини, Теодороса Ангелопулоса, Вима Вендерса, Эрманно Олми, Александра Довженко и Андрея Тарковского.
В первые дни после опубликования конкурсной программы происходила неразбериха с лентой Пола Томаса Андерсона «Мастер». Киноаналитики, прочащие «Мастеру» выдвижение на премию «Оскар» 2013 года, были удивлены отсутствием фильма в списке. 30 июля, сразу же после смены даты премьеры проекта, руководство фестиваля официально объявило, что картина Андерсона будет бороться за «Золотого льва» вместе с остальными конкурсантами.

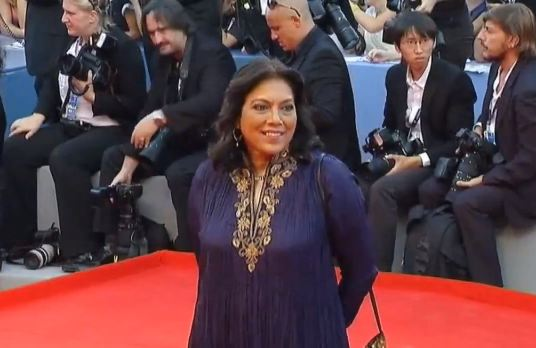
Мира Наир на красной дорожке

Одну из программ фестиваля, Venezia Classici, посетил «оскароносный» режиссёр Майкл Чимино, который прибыл в Венецию на премьеру отреставрированной копии собственного фильма «Врата рая». Кроме этого, 30 августа Чимино был удостоен специального приза Persol за вклад в мировой кинематограф. Сообщая эту новость, директор фестиваля Альберто Барбера заявил:
Уже давно было пора признать величие этого режиссёра, одного из самых сильных и оригинальных голосов американского кинематографа за последние 40 лет. Огромный талант Чимино позволил ему показать в своих фильмах критический и страстный, ясный и убедительный портрет Америки.
Помимо ленты Чимино, в этом году руководство показало зрителям «свежие» версии классических «Дела Маттеи» Франческо Рози, «Кармен возвращается домой» Кэйсукэ Киноситы, «Стромболи» Роберто Росселлини, «Свинарника» Пьера Паоло Пазолини, «Бульвара Сансет» Билли Уайлдера, «Фанни и Александр» Ингмара Бергмана, «Джентльмены предпочитают блондинок» Говарда Хоукса, «Десятой жертвы» Элио Петри и многих других.
За два дня до открытия смотра одно из ведущих мировых новостных агентств Reuters сообщило, что ключевыми темами фильмов, представленных в конкурсной программе, станут секс и саентология. Это же издание предположило, что наиболее обсуждаемой картиной биеннале будет «Мастер» Пола Томаса Андерсона, уже удостоившийся всевозможных восторженных отзывов на некоторых закрытых американских показах. Альберто Барбера, напротив, заявил, что самой повторяющейся темой в смотре этого года будет экономический кризис.
Лента Терренса Малика «К чуду», как и предыдущий его проект «Древо жизни», разделила журналистов на два лагеря: одни вышли из кинозала в полном восторге, другие с началом финальных титров принялись кричать «бу!» и возмущаться. Некоторые даже в шутку назвали «К чуду» ремейком «Древа жизни». Второй фильм из запланированной трилогии Ульриха Зайдля «Рай: Вера» также был неоднозначно принят журналистами, в частности, из-за некоторых откровенных религиозных сцен. После его показа итальянские католики подали в суд на режиссёра и исполнительницу главной роли Марию Хофшеттер.
Согласно журналу VeNews, который в этом году вместо традиционного Screen опубликовал выводы профессиональных критиков о прошедшем фестивале, лучшим фильмом смотра стала драма Оливье Ассаяса «Что-то в воздухе», за ним идёт «Мастер» Пола Томаса Андерсона, а тройку лидеров замыкает «Спящая красавица» Марко Беллоккьо. Российская «Измена» Кирилла Серебренникова восседает на шестом месте.

## Аналитика
Я бы хотел сократить число фильмов конкурсной программы. Мне не нравится современная тенденция с каждым годом увеличивать число конкурсантов, как это делают, предположим, на фестивалях в Берлине и Каннах. В таких условиях невозможно уделить достойное внимание всем фильмам программы. Так что необходимы какие-то рамки. 60 премьер на одном фестивале, думаю, этого вполне достаточно.
Сразу же после церемонии закрытия мостры на жюри обрушился шквал критики, связанный с присуждением главного приза триллеру Ким Ки Дука «Пьета». По мнению многих журналистов, 18-й фильм корейца был неплох, но явно не был достоин «Золотого льва». Постоянный обозреватель киноведческого журнала «Сеанс» Борис Нелепо попросту назвал «Пьету» «худшим фильмом конкурса», а решение жюри — «абсурднее и нелепее любой сцены из самого фильма». Его не поддержал коллега Вадим Рутковский, присвоивший это звание «Мастеру» П. Т. Андерсона.
Зара Абдуллаева, корреспондент журнала «Искусство кино», сообщает, что в программе этого смотра хватало фильмов с религиозными или квазирелигиозными сюжетами. Социальное парадокументальное кино утратило свою актуальность. Дарья Борисова из «Независимой газеты», в целом, положительно отнеслась к биеннале 2012 года и посчитала, что «на первый план выведены в оценках достижения в области киноязыка, стиля, а актуальность и злободневность особого впечатления на судей не произвели». Ей вторит и редакция «РИА Новостей», опубликовавшая статью об итогах фестиваля: «Новый программный директор фестиваля Альберто Барбера сконструировал программу максимально концептуальным образом, так что между собой рифмовались не только фильмы конкурсной программы, но и ретроспективные картины».
Антон Долин («Газета.Ru») подмечает, что Альберто Барбера не включил в основную конкурсную программу давно ожидаемых «Облачного атласа», «Анну Каренину», «Великого Гэтсби» и «Жизнь Пи». Критик журнала Forbes Екатерина Барабаш соглашается с большим вкладом Барберы в фестиваль этого года, добавляя, что он «моментально придал фестивалю внешней интриги, которой он был в последние годы практически лишён».
Американские критики были более снисходительными к фильмам, сражавшимся за главную награду, нежели российские. Ник Джеймс, пишущий в авторитетнейший британский киножурнал Sight & Sound, был уверен, что «Золотого льва» получит «Мастер» Андерсона, но не был бы против, если бы он отошёл к «Что-то в воздухе» Оливье Ассаяса.

## Жюри

### Основной конкурс

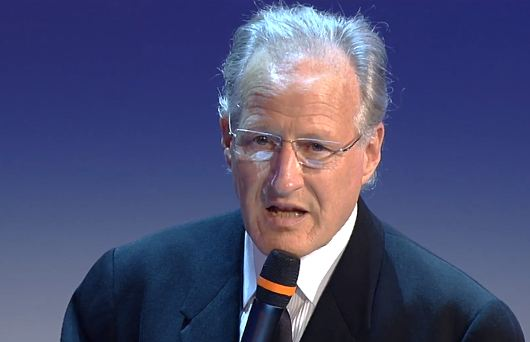
Председатель жюри Майкл Манн

- Майкл Манн, кинорежиссёр и сценарист ( США) — председатель
- Марина Абрамович, мастер перфоманса и художник ( США)
- Летиция Каста, актриса и модель ( Франция)
- Питер Чан, кинорежиссёр ( Таиланд)
- Ари Фольман, кинорежиссёр и сценарист ( Израиль)
- Маттео Гарроне, кинорежиссёр ( Италия)
- Урсула Майер, кинорежиссёр и сценарист ( Швейцария)
- Саманта Мортон, актриса ( Великобритания)
- Пабло Траперо, кинорежиссёр и сценарист ( Аргентина)[25]

### Программа «Горизонты»
- Пьерфранческо Фавино, актёр ( Италия) — председатель
- Сандра ден Хамер, президент Роттердамского кинофестиваля ( Нидерланды)
- Руна Ислам, художница и кинорежиссёр ( Бангладеш)
- Джейсон Клиот, продюсер ( США)
- Надин Лабаки, актриса ( Ливан)
- Милчо Манчевский, кинорежиссёр и сценарист ( Северная Македония)
- Амир Надери, кинорежиссёр и сценарист ( Иран)[26]

## Конкурсная программа
| Лауреат «Золотого льва» выделен отдельным цветом. |

| Лауреат гран-при жюри выделен отдельным цветом. |

### Основной конкурс
| Название          | Оригинальное название | Режиссёр                       | Страна                         |
| ----------------- | --------------------- | ------------------------------ | ------------------------------ |
| Полный беспредел  | Outrage Beyond        | Такэси Китано                  | Япония                         |
| Заполнить пустоту | Lemale et ha’chalal   | Рама Бёрштайн                  | Израиль                        |
| Измена            | Измена                | Кирилл Серебренников           | Россия                         |
| К чуду            | To the Wonder         | Терренс Малик                  | США                            |
| Любой ценой       | At Any Price          | Рамин Бахрани                  | США · Великобритания           |
| Мастер            | The Master            | Пол Томас Андерсон             | США                            |
| Он был сыном      | E stato il figlio     | Даниэль Сипри                  | Италия                         |
| Особый день       | Un giorno speciale    | Франческа Коменчини            | Италия                         |
| Отвязные каникулы | Spring Breakers       | Хармони Корин                  | США                            |
| Пьета             | Pieta                 | Ким Ки Дук                     | Республика Корея               |
| Пятый сезон       | La Cinequieme Saison  | Питер Бросенс Джессика Вудворт | Бельгия · Нидерланды · Франция |
| Рай: Вера         | Paradies: Glaube      | Ульрих Зайдль                  | Австрия · Франция · Германия   |
| Спящая красавица  | Bella Addormentata    | Марко Беллоккьо                | Италия · Франция               |
| Страсть           | Passion               | Брайан Де Пальма               | Франция · Германия             |
| Суперзвезда       | Superstar             | Ксавье Джанноли                | Франция · Бельгия              |
| Уэллингтон        | Linhas de Wellington  | Валерия Сармьенто              | Португалия · Франция           |
| Чрево             | Sinapupunan           | Брильянте Мендоса              | Филиппины                      |
| Что-то в воздухе  | Apres mai             | Оливье Ассаяс                  | Франция                        |

### Программа «Горизонты»
| Название                                           | Оригинальное название             | Режиссёр                         | Страна                           |
| -------------------------------------------------- | --------------------------------- | -------------------------------- | -------------------------------- |
| Араф                                               | Araf                              | Йешим Устаоглу                   | Турция                           |
| Бесплатное танго                                   | Tango Libre                       | Фредерик Фонтейн                 | Бельгия · Франция · Люксембург   |
| Бриллиантовые сутры (короткометражный)             | Jingang Jing                      | Цай Минлян                       | Китайская Республика             |
| Бутон                                              | Yema                              | Джамила Сахрауи                  | Алжир · Франция                  |
| Грузовое судно (короткометражный)                  | Cargo                             | Карло Сирони                     | Италия                           |
| День подарков                                      | Boxing Day                        | Бернард Роуз                     | Великобритания · США             |
| Живой натюрморт (короткометражный)                 | Living Still Life                 | Бертран Мандико                  | Франция · Бельгия · Германия     |
| Зима тревоги                                       | El Sheita Elli Fat                | Ибрахим Эль Батут                | Египет                           |
| Из кадра (короткометражный)                        | Titloi Telous                     | Йоргос Зоис                      | Греция                           |
| Красивые бабочки                                   | Bellas Mariposas                  | Сальваторе Мереу                 | Италия                           |
| Лети с журавлём                                    | Gaosu tamen, wo cheng baihe qu le | Ли Жуйцзюнь                      | Китай                            |
| Луизы нет дома (короткометражный)                  | Luisa no esta en casa             | Селия Рико Клавеллино            | Испания                          |
| Львы                                               | Leones                            | Жасмин Лопес                     | Аргентина · Франция · Нидерланды |
| Марла (короткометражный)                           | Marla                             | Ник Кинг                         | Австралия                        |
| Номер (короткометражный)                           | La sala                           | Алессио Джанноне                 | Италия                           |
| Отключающий воду                                   | Menatek Ha-Maim                   | Идан Хубель                      | Израиль                          |
| Отлив                                              | Low Tide                          | Роберто Минервини                | США · Италия · Бельгия           |
| Отчий дом                                          | Khaneh Pedari                     | Кьянуш Аяри                      | Иран                             |
| Перерыв                                            | L’intervallo                      | Леонардо ди Костанцо             | Италия · Швейцария · Германия    |
| Приглашение (короткометражный)                     | Cho-De                            | Мин-Янг Йу                       | Республика Корея                 |
| Стойкий (короткометражный)                         | Resistente                        | Ренате Коста Пердомо Салла Сорри | Дания · Парагвай · Финляндия     |
| Три сестры (документальный)                        | San Zi Mei                        | Ван Бин                          | Китай                            |
| Тысячелетний восторг                               | Sennen no Yuraku                  | Коджи Вакамацу                   | Япония                           |
| Тюнер (короткометражный)                           | O Afinador                        | Фернандо Камарго Матеус Паризи   | Бразилия                         |
| Угон самолёта                                      | Kapringen                         | Тобиас Линдхольм                 | Дания                            |
| Флейта (короткометражный)                          | Bansulli                          | Мин Бхам                         | Непал                            |
| Чистые руки (короткометражный)                     | Las manos limpas                  | Карлос Армелла                   | Мексика                          |
| Чудо-мальчик (короткометражный)                    | Miracle Boy                       | Джейк Махеффи                    | США                              |
| Эквилибристы                                       | Gli Equilibristi                  | Ивано де Маттео                  | Италия · Франция                 |
| Я тоже хочу                                        | Я тоже хочу                       | Алексей Балабанов                | Россия                           |
| Я тот самый (короткометражный)                     | I’m the One                       | Паола Морабито                   | Австралия                        |
| Frank-Etienne Vers La Beatitude (короткометражный) | Frank-Etienne Vers La Beatitude   | Констанс Мейер                   | Франция                          |
| Ваджда                                             | Wadjda                            | Хаифа аль-Мансур                 | Саудовская Аравия                |

## Внеконкурсные показы
| Название                                          | Оригинальное название             | Режиссёр                             | Страна                        |
| ------------------------------------------------- | --------------------------------- | ------------------------------------ | ----------------------------- |
| Антон тут рядом (документальный)                  | Антон тут рядом                   | Любовь Аркус                         | Россия                        |
| Врачи из Африки (документальный)                  | Medici con l’Africa               | Карло Маццакурати                    | Италия                        |
| Любовь – это всё, что тебе нужно                  | Den Skaldede Frisor               | Сюзанна Бир                          | Дания · Швеция                |
| В поисках Гортенции                               | Cherchez Hortense                 | Паскаль Бонитцер                     | Франция                       |
| Гебо и тень                                       | O Gebo e a Sombra                 | Мануэл де Оливейра                   | Португалия · Франция          |
| Грязные игры                                      | The Company You Keep              | Роберт Редфорд                       | США                           |
| Доказательство: Ливия (документальный)            | Witness: Libya                    | Абдалла Омейш                        | США                           |
| Забытые                                           | Du hast es versprochen            | Алекс Шмидт                          | Германия                      |
| Завтра было лучше (документальный)                | Ya man aach                       | Хинде Бухемаа                        | Тунис                         |
| Искупление                                        | Shokuzai                          | Киёси Куросава                       | Япония                        |
| Как я вижу своё будущее                           | Come voglio che sia il mio futuro | Маурицио Заккаро                     | Италия                        |
| Канат                                             | The Tightrope                     | Саймон Брук                          | Франция · Италия              |
| Касаясь стены (документальный)                    | Sfiorando il muro                 | Сильвия Джиралуччи Лука Риччарди     | Италия                        |
| Кларисс (документальный)                          | Clarisse                          | Лилиана Кавани                       | Италия                        |
| Колыбельная для моего отца                        | Lullaby to my Father              | Амос Гитай                           | Израиль · Франция · Швейцария |
| Ледяной человек                                   | The Iceman                        | Ариэль Вромен                        | США                           |
| Музыкальная жизнь Энцо Авитабиле (документальный) | Enzo Avitabile Music Life         | Джонатан Демми                       | Италия · США                  |
| Непроницаемый (документальный)                    | El impenetrable                   | Даниэль Инкалкатерра Фауста Каттрини | Аргентина · Франция           |
| Разъединённые                                     | Disconnect                        | Генри Алекс Рубин                    | США                           |
| Тай-Чи Зиро                                       | Tai Chi 0                         | Стивен Фунг                          | Китай                         |
| Фундаменталист поневоле                           | The Reluctant Fundamentalist      | Мира Наир                            | Индия · Пакистан · США        |
| Цунами 3D                                         | Bait 3D                           | Кимбл Рендалл                        | Австралия · Сингапур          |
| Человек, который смеётся                          | L’homme qui rit                   | Жан-Пьер Амери                       | Франция · Чехия               |
| Человеческий груз (документальный)                | La have dolce                     | Даниэль Викари                       | Италия · Албания              |
| Bad 25 (документальный)                           | Bad 25                            | Спайк Ли                             | США                           |

## Награды
- «Золотой лев»
  - «Пьета», реж. Ким Ки Дук (Южная Корея)
- «Серебряный лев» за лучшую режиссуру
  - Пол Томас Андерсон, «Мастер» (США)
- Специальный приз жюри основного конкурса
  - «Рай: Вера», реж. Ульрих Зайдль (Австрия, Франция, Германия)
- Кубок Вольпи за лучшую мужскую роль
  - Хоакин Феникс, Филип Сеймур Хоффман, «Мастер» (США)
- Кубок Вольпи за лучшую женскую роль
  - Хадас Ярон, «Заполнить пустоту» (Израиль)
- Премия Марчелло Мастроянни лучшему молодому актёру
  - Фабрицио Фалько, «Это был сын» и «Спящая красавица» (Италия)
- Osella за лучший сценарий
  - Оливье Ассаяс, «Что-то в воздухе» (Франция)
- Osella за лучшую операторскую работу
  - Даниэль Чипри, «Спящая красавица» (Италия)
- Главный приз программы «Горизонты»
  - «Три сестры» (документальный), реж. Ван Бин (КНР)
- Специальный приз жюри программы «Горизонты»
  - «Бесплатное танго», реж. Фредерик Фонтейн (Бельгия, Франция, Люксембург)
- Приз ФИПРЕССИ
  - «Мастер», реж. Пол Томас Андерсон (США)
  - «Перерыв», реж. Леонардо ди Костанцо (Италия, Швейцария, Германия)
- «Голубой лев»
  - «Вес», реж. Джион Кью-Хван (Южная Корея)
- Премия имени Луиджи ди Лаурентиса за лучший дебют
  - «Mold», реж Али Айдин
- «Золотая мышь»
  - «Пьета», реж. Ким Ки Дук (Южная Корея)
- «Серебряная мышь»
  - «Антон тут рядом», реж. Любовь Аркус (Россия)
- Приз имени Пьетро Бьянчи
  - Джанни Амелио